# Ањи (језеро)
Ањи (енгл. Lake Anyi) је речно језеро у Јужном Судану у вилајету Ел Бухајрат, око 20 километара јужно од града Јирола. Захвата површину од око 14 км², дугачко је 6,5 км, а широко 1-2 километра. Окружено је са свих страна мочварним земљиштем и богато травном вегетацијом, па је и станиште бројних врста птица. Налази се у долини реке Јирол, на надморској висини од 450 метара.